# Guadalajara Rock
Guadalajara Rock es el primer álbum del grupo de rock mexicano Fongus, lanzado en 1980, y grabado en la ciudad de Guadalajara, el cual tuvo un poco de éxito.

## Lista de canciones
1. Tripeando	(03:08)
2. Trébol	(03:00)
3. Tarde Lluviosa	(03:13)
4. Love Me.	(02:58)
5. La Reyna Del Rock & Roll. (02:58)
6. My Song.	(02:55)
7. Revolucionario.	(03:28)
8. Oh Mama (No Puedo Quitarte De Mi Mente)	(02:46)
9. Bailando En....	(03:04)
10. Rufus.	(03:04)

- Datos: Q5886867